# Skoda-Kauba
A Skoda-Kauba Flugzeugbau foi uma empresa aeronáutica sediada em Praga que, durante a Segunda Guerra Mundial, tentava conceber e desenvolver aeronaves e bombas voadoras para a máquina de guerra alemã.

## Aeronaves
- SK V-1
- SK V-2
- SK V-3
- SK V-4
- SK V-5
- SK V-6
- SK V-7
- SK V-8
- SK V-9
- SK V-10
- SK V-11
- SK 257
- SK P-14[2]
- SK SL-6